# دیوید تی. پترسون
دیوید تی. پترسون (به انگلیسی: David Trotter Patterson) سناتور سابق عضو حزب دموکرات ایالات متحده آمریکا بود. وی در سال ۱۸۶۶ تا ۱۸۶۹ میلادی سناتور ایالت تنسی در سنای ایالات متحده آمریکا بود.